# Guglielmo di Loritello
Guglielmo di Loritello (fl. XII secolo) nel 1137 ereditò la contea ed il titolo dal padre, il conte Roberto II di Loritello.
Apparteneva alla casa degli Altavilla e fu Conte di Loritello, attuale Rotello, per breve tempo.
Nel 1137, l'Imperatore Lotario II discese la penisola con un grande esercito per opporsi, su richiesta del Papa Innocenzo II, alle pretese sull'Italia meridionale del re Ruggero II di Sicilia. Guglielmo, da poco successo al padre con il titolo di "Conte dei Conti", incontrò Lotario sul fiume Pescara e gli rese omaggio, aprendogli le porte di Termoli e del Sud Italia (stessa politica adottata dal Conte Ugo II di Molise).
Immediatamente dopo avere sconfitto Ruggero, Lotario decise di rientrare in Germania, morendo sulla via del ritorno, il 4 dicembre dello stesso anno. Ruggero, non appena appresa la notizia della morte dell'Imperatore, approntò un possente esercito con il quale in pochi mesi sottomise tutta l'Italia meridionale. È molto probabile che Guglielmo abbia pagato il fìo del suo tradimento, scomparendo 'letteralmente' dalla Storia. 
In una 'Cartula Venditionis' vergata a Campomarino l'11 aprile 1165, compare come acquirente un Guglielmo del fu Roberto di Loritello, il quale, però, non compare, né firma o sigilla il documento.